# Асбестная (гора)
Гора Асбестная — горная вершина высотой 2285 метров, расположенная на Передовом хребте Западного Кавказа. Она находится на территории природного парка «Большой Тхач», вблизи границы между Республикой Адыгея и Краснодарским краем Российской Федерации. Название горы связано с наличием в её породах минерала асбеста. Вершина горы лишена растительности, что делает ее «лысой» и обеспечивает панорамный обзор на окружающие горные массивы. 

## Географическое положение
Гора Асбестная является частью Передового хребта и расположена между вершинами Малый Тхач (2238 м) и Ачешбок (2486 м). Она входит в состав природного парка «Большой Тхач», который был создан в 1997 году и включен в список Всемирного наследия ЮНЕСКО в 1999 году.

## Туризм
Гора Асбестная популярна среди туристов и альпинистов благодаря своим живописным видам и доступности. С её вершины открываются панорамные виды на горы Большой и Малый Тхач, а также на перевал Чёртовы Ворота. Маршруты через Асбестную часто включают восхождения на соседние вершины и посещение природных достопримечательностей региона.